# Fachmesse

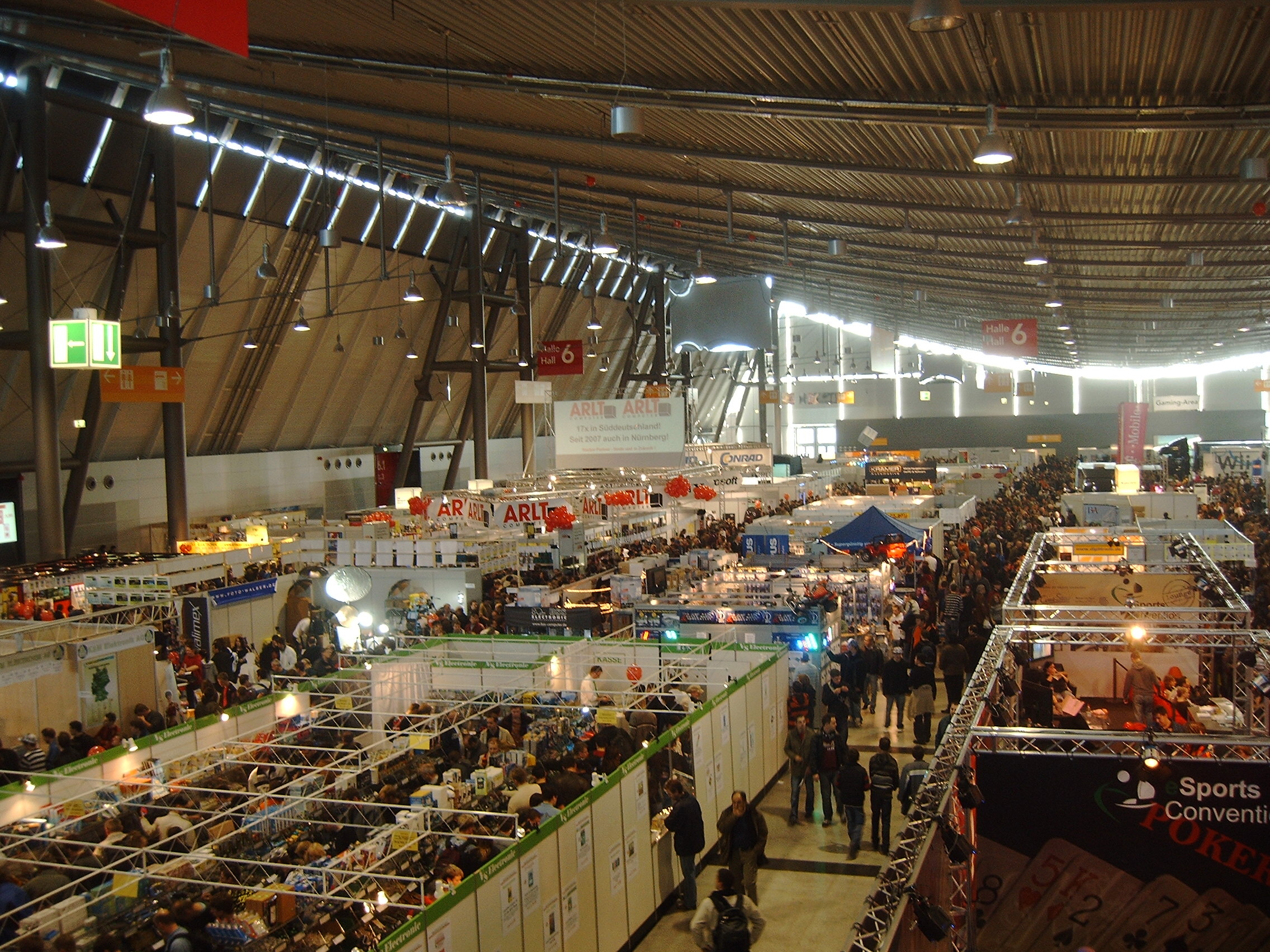
Halle 6 der Messe Stuttgart während der „Hobby & Elektronik“ 2007

Unter einer Fachmesse versteht man eine Veranstaltung mit Marketing-Hintergrund, die zeitlich begrenzt ist und sich in der Regel jährlich wiederholt. Im Gegensatz zu Publikumsmessen ermöglicht sie es Herstellern oder Verkäufern einer Ware oder einer Dienstleistung, diese zur Schau zu stellen, zu erläutern und zu verkaufen. Sie ist damit eine Unterform der Mustermesse. Oft werden auch B2B-Kontakte geknüpft.
Fachmessen haben (in der Definition des Ausstellungs- und Messe-Ausschusses der Deutschen Wirtschaft AUMA) einen deutlich höheren Anteil (über 50 %) an Fachbesuchern als Publikumsmessen.
Es gibt Fachmessen, die nahezu ausschließlich von Fachbesuchern genutzt werden (wie etwa Maschinenbaumessen oder Konsumgütermessen, die oft allein Fachbesucher zulassen), und solche, die zugleich einen nennenswerten Anteil Privatbesucher aufweisen (etwa Baumessen). Umgekehrt können sich Publikumsmessen fast ausschließlich an öffentliches Publikum richten (etwa Bootsmessen, regionale Publikumsmessen) oder zugleich einen nennenswerten Anteil an Fachbesuchern haben (z. B. die IFA in Berlin). Daneben gibt es Mischformen, die sich in etwa gleichem Maße an beide Zielgruppen richten (z. B. die FIBO in Essen oder die photokina in Köln) sowie solche Fachbesuchermessen, auf denen zu bestimmten Zeiten das öffentliche Publikum zugelassen ist (z. B. die Internationale Möbelmesse in Köln).
Die in der Gewerbeordnung beschriebene Differenzierung nach Messen (vorrangig an Fachbesucher gerichtet) und Ausstellungen (vorrangig an Privatbesucher gerichtet) hat heute in der Praxis an Bedeutung verloren.

## Wichtige Fachmessen in Deutschland (unterteilt in Standorte)

### Messe Berlin

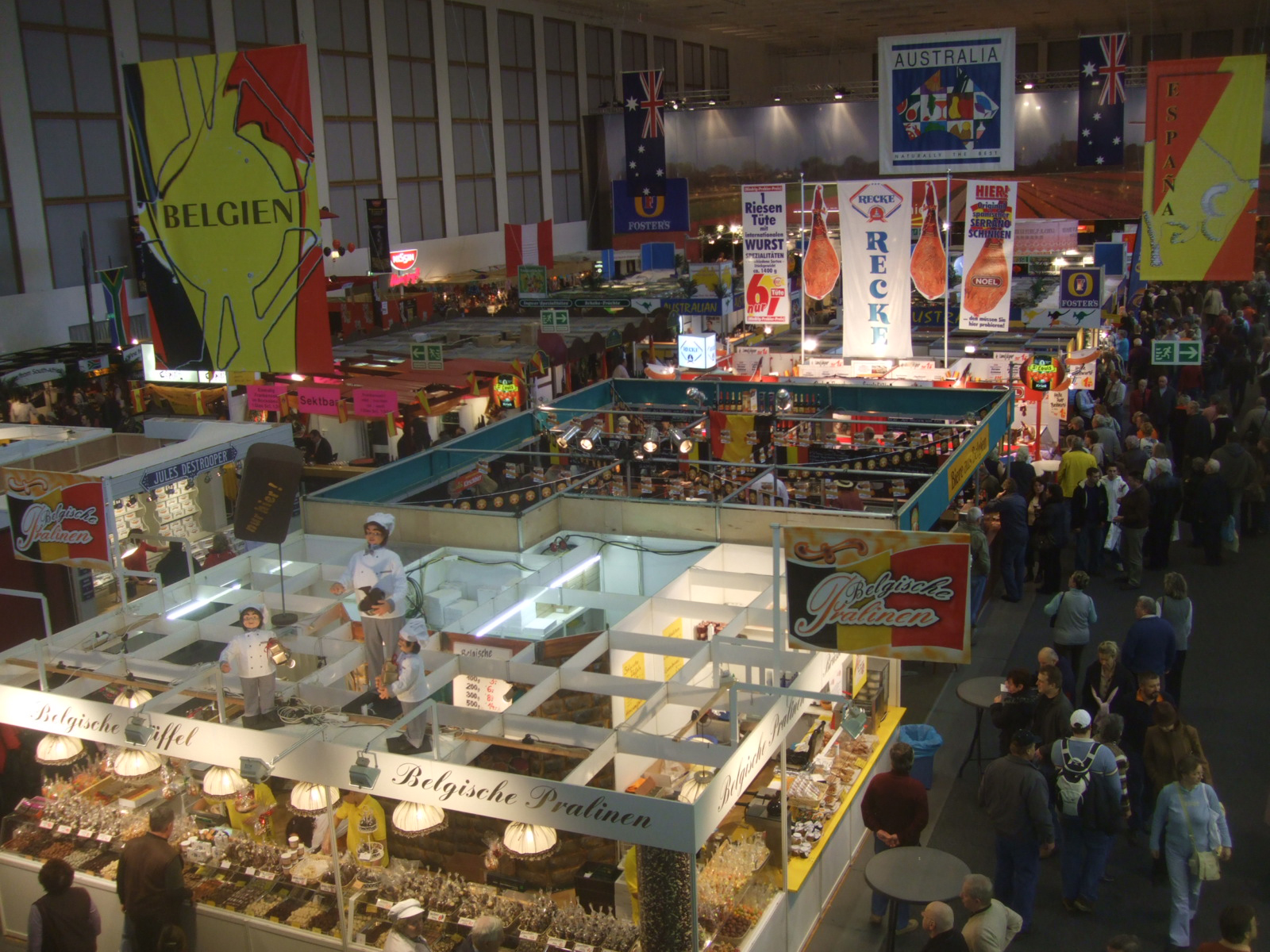
Grüne Woche

#### Grüne Woche
Die Internationale Grüne Woche Berlin, meist kurz Grüne Woche genannt, ist eine Messe in Berlin, auf der landwirtschaftliche Erzeugnisse (im weitesten Sinne) von Herstellern und Vermarktern aus aller Welt präsentiert werden und die nicht nur Fachbesuchern, sondern auch dem allgemeinen Publikum offensteht. Sie ist die international wichtigste Messe für Ernährungswirtschaft, Landwirtschaft und Gartenbau und findet traditionell jeweils am Jahresanfang in den Messehallen unter dem Funkturm statt. 2015 hatte sie mehr als 415.000 Besucher.

#### Internationale Funkausstellung
Die Internationale Funkausstellung (IFA) in Berlin ist eine der ältesten Industriemessen Deutschlands, die jährlich im Sommer in den Messehallen unter dem Berliner Funkturm stattfindet. Die IFA wurde als Große Deutsche Funkausstellung gegründet und erstmals am 4. Dezember 1924 im Haus der Funkindustrie am Kaiserdamm in Berlin-Westend abgehalten. Seinerzeit zeigten 268 Aussteller vornehmlich Röhrenempfänger, Detektoren und Kopfhörer. Die IFA bietet den Ausstellern Gelegenheit, einem breiten Publikum ihre Produkte und Entwicklungen aus den Bereichen Unterhaltungs- und teilweise auch Gebrauchselektronik zu präsentieren. Im Laufe ihrer Geschichte haben zahlreiche Weltneuheiten ihren Weg auf der Funkausstellung begonnen.

#### Internationale Tourismus-Börse
Die ITB Berlin (Abkürzung für Internationale Tourismus-Börse Berlin) ist die weltweit größte Messe der Tourismusbranche. Auf der Messe sind Reiseveranstalter, Buchungssysteme, Zielgebiete, Fluggesellschaften, Hotels, Autovermieter und andere touristische Dienstleister vertreten. Die ITB ist sowohl Fachbesucher- als auch Endkundenmesse. Sie umfasst einen Ausstellungsteil in den Messehallen und ein Fachprogramm mit Kongressen, Vorträgen und Presseveranstaltungen. Neben der geografischen Gliederung spiegeln sich die aktuellen Marktsegmente auch in der Hallenaufteilung wider: Eine Halle ist für aktuelle Trends und Events reserviert (z. B. Youth Travel, Ökotourismus, Experience Adventure, Economy Accommodation sowie Urlaub für Alle). Auch Training and Employment in Tourism, Travel Technology, eTravel World, Mobile Travel Services, Gay & Lesbian Travel, Forum Wellness, Kulturtourismus, Kreuzfahrten und die Buchwelt werden präsentiert.

### Messe Düsseldorf

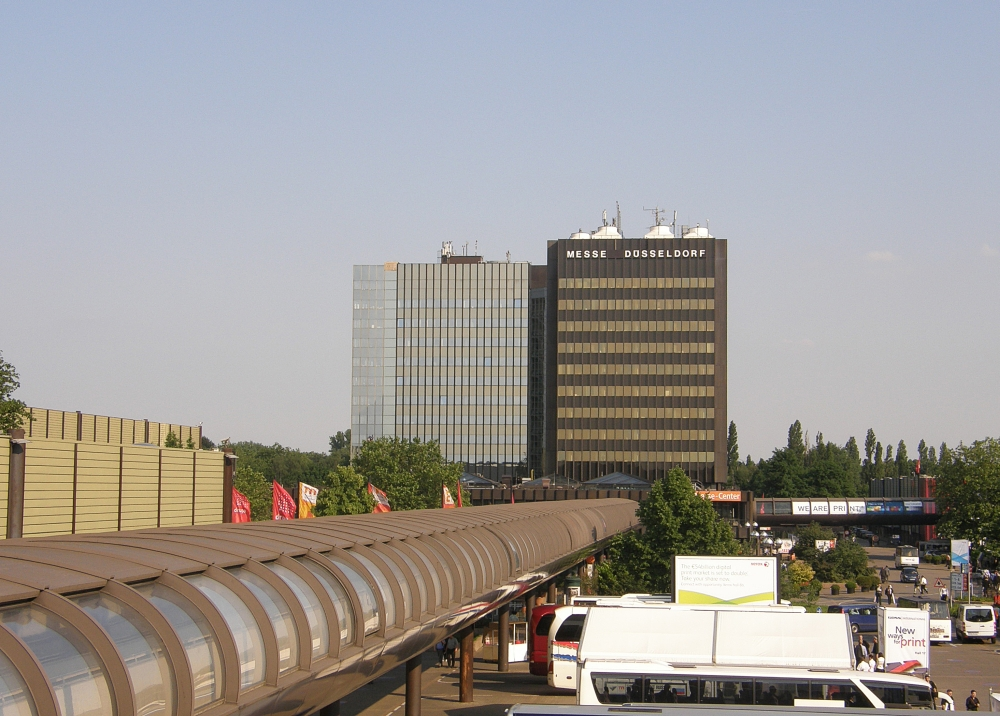
Messe Duesseldorf 14 (RaBoe)

#### Internationale Bootsausstellung Düsseldorf (boot Düsseldorf)
Die boot Düsseldorf (offiziell: Internationale Bootsausstellung Düsseldorf) ist die weltweit größte und international bedeutendste Bootsmesse und findet jährlich im Januar auf dem Areal der Messe Düsseldorf am Düsseldorfer Rheinufer statt.

#### Drupa
Die drupa (Abkürzung von Druck und Papier) ist die weltgrößte Messe der Printmedien. Sie gilt als die bedeutendste Leistungsschau der Druck- und Druckmedienindustrie. Auf der drupa werden Druck- und Mediavorstufe (Systeme, Geräte, Zubehör), Druckmaschinen (Geräte, Zubehör), Buchbinderei / Weiterverarbeitung (Maschinen, Geräte, Zubehör), Papierverarbeitung (Maschinen, Geräte, Zubehör), Materialien/Verbrauchsartikel und dazugehörige Dienstleistungen angeboten. Daneben gibt es inzwischen zahlreiche Sonderschauen und informative Veranstaltungen wie der „drupa Innovation parc“ und de „cube“; hier werden vor allem Themen des Workflows, der Standards oder ganz allgemein der Auswirkungen der Digitalisierung präsentiert.

#### GDS
Die GDS – International Shoe Fair ist eine Internationale Schuhmesse in Düsseldorf, die von der Messe Düsseldorf veranstaltet wird. Die GDS findet zweimal pro Jahr statt: Im Frühjahr und im Herbst. Als Fachmesse richtet sich die GDS an die Angehörigen der Schuhbranche, insbesondere an Einkäufer des Schuhfachhandels. Ausgestellt werden insbesondere Damen-, Herren- und Kinderschuhe. Darüber hinaus umfasst das Warenverzeichnis Spezialschuhe wie z. B. Sport- und Hausschuhe, aber auch Accessoires und Schuhzubehör. Daneben thematisiert die GDS auch Schaufenstergestaltung und Ladenbau für Schuhfachgeschäfte sowie Warenwirtschaftssysteme für den Schuhhandel.

#### K – Internationale Fachmesse für Kunststoff und Kautschuk
Die K ist die weltgrößte Fachmesse der Kunststoff- und Kautschuk-Industrie. Seit 1952 wird die K von der Messe Düsseldorf veranstaltet, derzeit in einem 3-Jahres-Turnus. Das Ausstellungsangebot der rund 3.000 internationalen Aussteller umfasst Maschinen und Ausrüstungen, Roh- und Hilfsstoffe sowie Halbzeuge, technische Teile und verstärkte Kunststofferzeugnisse.
Die Leitmesse Düsseldorfer K Messe wird durch ein Rahmenprogramm mit Sonderschau ergänzt.

#### ProWein
Die ProWein ist eine führende internationale Fachmesse zum Thema Wein und Spirituosen. Die Weinmesse findet seit 1994 jeweils im März statt. Der Schwerpunkt der Messe liegt im Gegensatz zu den konkurrierenden Weinmessen in Bordeaux (Vinexpo) oder Verona (Vinitaly) bei der Degustation bzw. Verkostung. Im Jahr 2010 hatte die Messe 3395 Aussteller aus 51 Ländern, die ihr Angebot 36.417 Besuchern präsentierten.

### Messe Essen
Die Messe Essen' ist ein im Essener Stadtteil Rüttenscheid befindliches Ausstellungsgelände, das direkt an den Grugapark grenzt.

#### Equitana
Die Equitana findet  zweijährlich statt. Sie ist eine der größten Pferdefachmessen weltweit.

### Messe Frankfurt

#### Ambiente
Ambiente ist die größte Konsumgütermesse außerhalb Asiens. Die Messe findet jährlich im Februar statt. Sie besteht aus den Produktbereichen „Living“ (Dekorationsartikel und Einrichtung), „Giving“ (Geschenkartikel) und „Dining“ (Haushaltswaren und Küchenbedarf).

#### Paperworld
Die Paperworld ist die Weltleitmesse für Büro-, Papier- und Schreibwaren. Sie findet seit 1990 in Frankfurt am Main statt. Die Messe bietet den Herstellern der o.a. Branchen die Möglichkeit ihre Produkte zu präsentieren. 2013 hatte die Messe 83.000 Besucher.

#### Beautyworld
Die Beautyworld Düsseldorf ist eine jährlich stattfindende Fachmesse für professionelle Kosmetik. Das Angebotsspektrum umfasst präparative, dekorative und apparative Kosmetik, Körperpflege, Parfums, Permanent Make-up, Farb-/Stilberatung, Fußpflegemittel und -geräte, Naildesign, Nagelpflege, Solarien, Solarkosmetik, Dienstleistungen, Wellness, Ausstattungen, Accessoires und Zubehör. Aus diesen Bereichen zeigen etwa 1.000 Aussteller ihre Produkte, Dienstleistungen und Neuheiten. Zielgruppe der Messe sind ausschließlich Fachbesucher. Die Messe hat jährlich ca. 50.000 Besucher. Im Rahmen der Messe finden die Deutschen und Internationalen Make-up- und Nail-Meisterschaften sowie die Verleihungen der „Goldenen Maske für Visagistik“ und des Beauty Awards „A Life of Beauty“ statt. Zur Messe 2012 kamen an drei Messetagen rund 50.000 Fachbesucher aus 39 Ländern sowie 1250 Aussteller.

#### Achema
Die Achema (Ausstellungstagung für chemisches Apparatewesen) ist die weltweit größte Messe der Prozessindustrie für chemische Technik, Verfahrenstechnik und Biotechnologie mit rund 170.000 Besuchern und mehreren tausend internationalen Ausstellern. Sie wird alle drei Jahre von dem Verein DECHEMA und der „Dechema Ausstellungs-GmbH“ organisiert.

#### Automechanika
Die Automechanika ist mit rund 4.600 Ausstellern die weltweit größte Fachmesse in der Automobilwirtschaft. Sie findet alle zwei Jahre (gerade Jahre) im Wechsel mit der IAA Pkw (Internationale Automobil-Ausstellung) statt. Im Gegensatz zur IAA ist die Automechanika eine reine Fachbesuchermesse.

#### Buchmesse
Die Frankfurter Buchmesse ist eine internationale Buchmesse, die jährlich im Oktober stattfindet. Sie wurde 1949 vom Börsenverein des Deutschen Buchhandels gegründet. Seit 1976 wurden regionale und thematische Schwerpunkte gebildet; seit 1988 stellt sie in jedem Jahr die Literatur und Kultur eines Gastlandes besonders heraus. Während der Buchmesse werden der Friedenspreis des Deutschen Buchhandels, der Deutsche Jugendliteraturpreis und viele andere Branchenauszeichnungen verliehen.

#### Internationale Sanitär- und Heizungsmesse
Die Internationale Sanitär- und Heizungsmesse (ISH) ist eine Messe für Heizungs-, Sanitär- und Klimatechnik. Sie findet im Rhythmus von zwei Jahren statt. Sie ist aus einer begleitenden Ausstellung zu Verbandstagungen 1960 hervorgegangen – damals noch unter dem Namen „Fachausstellung Sanitär- und Heizungstechnik“ – zur Weltleitmesse der SHK-Branche entwickelt.

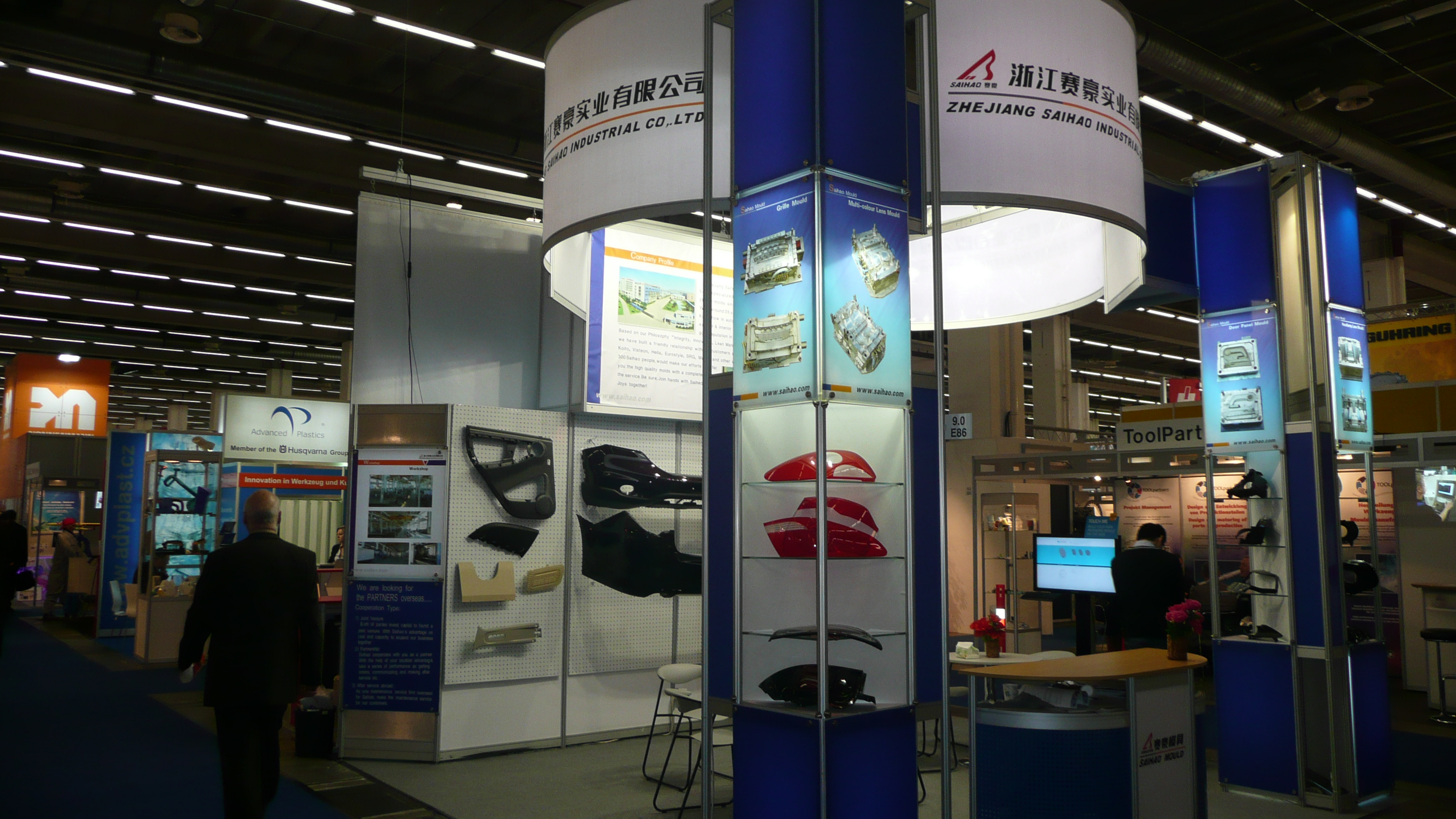
World Fair EuroMold 2009 in Frankfurt

#### Light and Building
Die Light+Building ist eine deutsche Messe für Licht und Gebäudetechnik. Es werden Produkte für Licht, Elektrotechnik sowie Haus- und Gebäudeautomation präsentiert. Zu den wichtigsten Besuchergruppen zählen Architekten, Innenarchitekten, Designer, Planer und Ingenieure ebenso wie Handwerker, Handel und Industrie.

#### Euromold
Die EuroMold, eine Veranstaltung der DEMAT GmbH, ist eine Fachmesse für Werkzeug- und Formenbau, Design und Produktentwicklung und präsentiert als internationaler Branchentreff die gesamte Prozesskette „Vom Design über den Prototyp bis zur Serie“.

### Messe Hannover

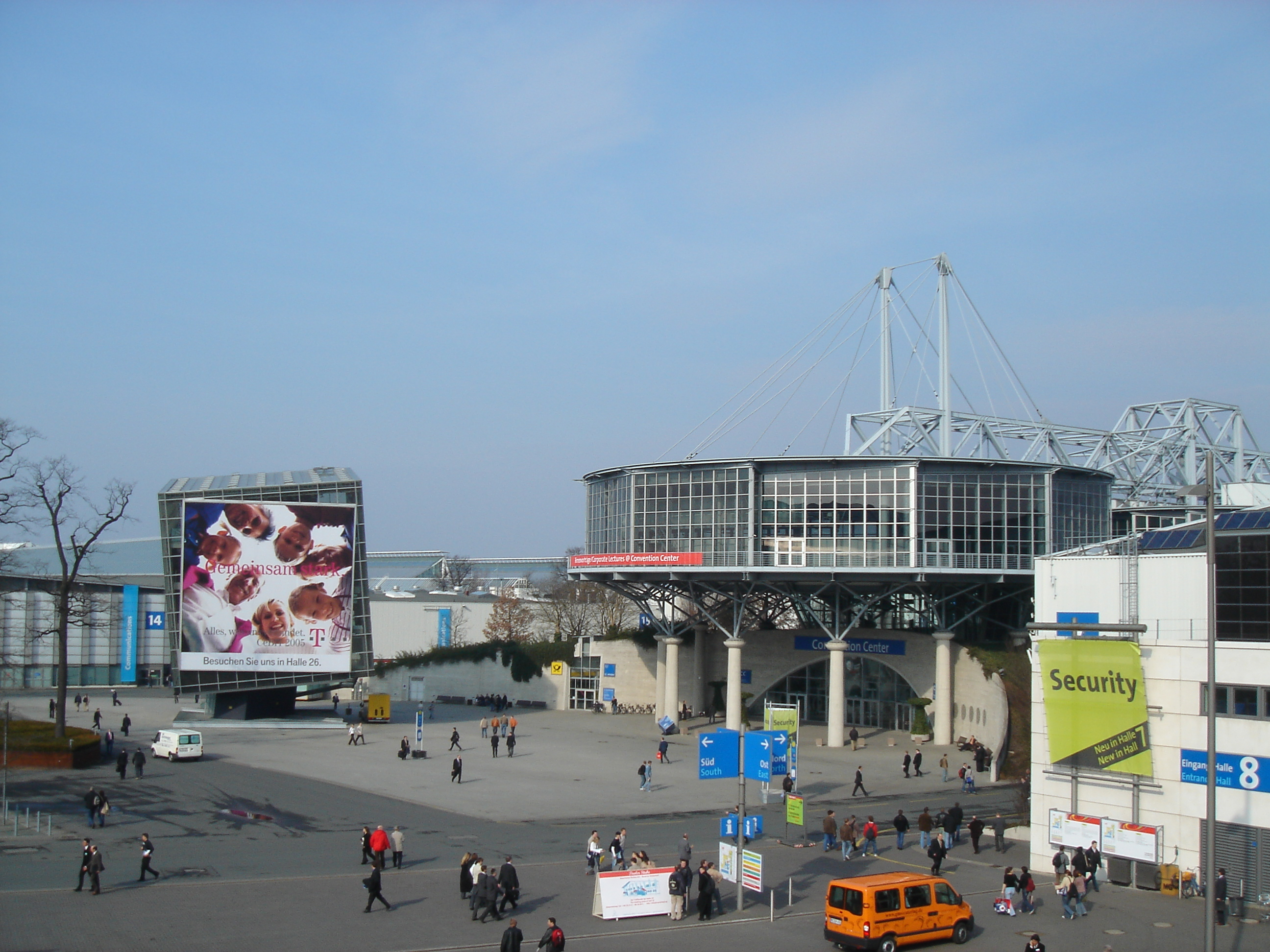
CeBIT Hannover 2004

#### CeBIT
Die CeBIT (Akronym für Centrum für Büroautomation, Informationstechnologie und Telekommunikation, ursprünglich Centrum der Büro- und Informationstechnik) war die weltweit größte Messe für Informationstechnik und fand jeweils im Frühjahr von 1986 bis 2018 statt.

#### Hannover Messe
Die Hannover Messe (HM) ist die weltweit größte und bedeutendste Industriemesse. Sie findet jedes Jahr statt. Deutschland ist gegenwärtig das wichtigste Messeland mit 141 Messen. Als Vorreitermodell kooperiert die Hannover Messe mit denen in Stuttgart (für gemeinsame Messen in Deutschland) und in Mailand (wegen aufstrebender Messemärkte in Brasilien, Russland, Indien und China). Trotz Abspaltungen, wie beispielsweise die Light+Building (Frankfurt) und die drupa (Düsseldorf), ist die Hannover Messe nach wie vor die größte Investitionsgütermesse der Welt.

#### Ligna+ – weltweit führende Messe für Holzverarbeitung und Holzbearbeitung
Die LIGNA (lateinisch ligna ‚die Hölzer‘) zeitweise auch Ligna Plus (Ligna+) ist eine Fachmesse zum Thema Holzverarbeitung und Holzbearbeitung. Sie findet in ungeraden Jahren auf dem Gelände der Hannover Messe statt. Veranstalter ist die Deutsche Messe AG, Mitveranstalter ist der Fachverband Holzbearbeitungsmaschinen im VDMA e. V.

#### EMO Hannover
Die Exposition Mondiale de la Machine Outil oder kurz EMO (deutsch: Werkzeugmaschinen-Weltausstellung) ist die weltweit größte Messe für Metallbearbeitung. Sie findet alle zwei Jahre im Zyklus „Hannover – Hannover – Mailand“ statt.

#### IAA Nutzfahrzeuge
Die Internationale Automobil-Ausstellung (IAA) in Frankfurt am Main und Hannover ist neben dem Pariser Autosalon und der Tokyo Motor Show eine der größten und international bedeutendsten Automobilfachmessen der Welt. Sie ist terminlich getrennt nach Fachbesucher- und Publikumstagen. Ausgerichtet wird die IAA vom Verband der Automobilindustrie.

#### Agritechnica
Die Agritechnica ist die weltgrößte agrartechnische Fachmesse und wird von der Deutschen Landwirtschafts-Gesellschaft ausgerichtet. Die erste Agritechnica wurde 1985 auf der Frankfurter Messe veranstaltet. Seit 1995 findet sie alle zwei Jahre im November im Wechsel mit der EuroTier auf dem Messegelände Hannover statt.

### Koelnmesse

#### Anuga
Die Allgemeine Nahrungs- und Genussmittel-Ausstellung, kurz Anuga, gilt als weltgrößte Fachmesse der Ernährungswirtschaft und Nahrungsmittelindustrie. Sie findet alle zwei Jahre statt und vereint zehn Fachmessen für unterschiedliche Lebensmittelkategorien. Die Anuga nimmt für sich in Anspruch, zentraler Handelsplatz für Hersteller, Importeure und Großhändler sowie Entscheidungsträger der Ernährungswirtschaft zu sein; sie ist eine Fachmesse ohne Publikumstage. Als internationale Leitmesse will die Anuga alle wichtigen Anbieter und Nachfrager für Handel und Gastronomie bzw. Außer-Haus-Markt zusammenführen und eine repräsentative Breite und Tiefe der globalen Ernährungsbranche bieten, gegliedert in zehn Fachmessen unter einem Dach. Diese Gliederung soll das Profil jeder Fachmesse schärfen und gleichzeitig zu Synergien führen.

#### Art Cologne
Die Art Cologne ist die älteste Kunstmesse der Welt. Sie findet jährlich statt. 1967 wurde sie auf Initiative der Galeristen Hein Stünke und Rudolf Zwirner als „Kölner Kunstmarkt“ im Kölner Gürzenich ins Leben gerufen. Das Geschäftsmodell der Kunstmesse vereint Kunstausstellung, Handelsplatz und Forum der Kunst.

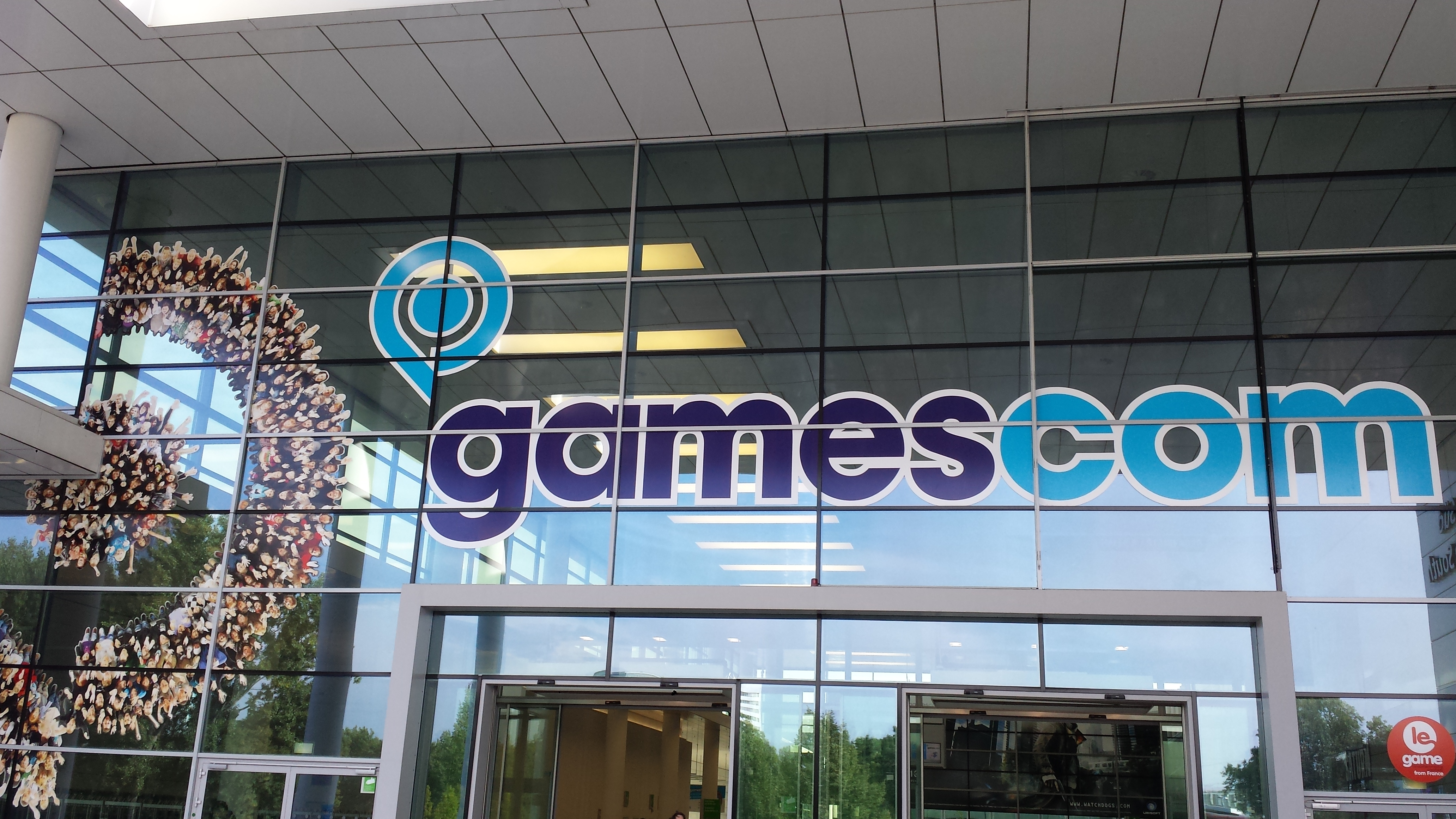
Gamescom 2013 (Südeingang)

#### Gamescom
Die Gamescom in Deutschland ist, gemessen an Ausstellungsfläche und Besucheranzahl, die weltgrößte Messe für interaktive Unterhaltungselektronik, insbesondere Video- und Computerspiele. Zahlreiche Hersteller aus aller Welt präsentieren neue Unterhaltungssoft- und -hardware. Die Messe besteht aus einem öffentlichen Teil für das allgemeine Publikum und einem geschlossenen Teil für Fachbesucher wie Händler, Journalisten und Entwickler, wozu Fachkonferenzen wie die Game Developers Conference Europe gehören.

#### Intermot
Die Intermot (Internationale Motorrad- und Rollermesse) gilt als weltweit zweitgrößte Messe nach der EICMA in Mailand für motorisierte Zweiräder und findet zweijährlich seit 1998 statt. Sie entstand durch Abspaltung der (größeren) Motorradsparte aus der Internationalen Fahrrad- und Motorrad-Ausstellung IFMA in Köln und wurde 1998 bis 2004 von der Messe in München veranstaltet.

#### Interzum
Die interzum (Internationale Messe Zulieferer Möbelindustrie) ist eine Messe für die Möbelindustrie. Sie findet alle zwei Jahre im Mai statt. An vier Tagen zeigen rund 1.400 Aussteller aus 60 Nationen in neun Hallen die Entwicklungen, Produkte und Technologien in der Zulieferbranche.

#### Kind + Jugend
Auf der Kind + Jugend trifft sich jedes Jahr im September die internationale Fachwelt der Baby- und Kleinkindausstattungsbranche. Über 1.200 Aussteller zeigen dem Fachhandel, der zu rund 75 % aus dem Ausland kommt, die neuesten Trends, Innovationen und Produkte für Babys und Kleinkinder bis zum Schuleintrittsalter. Sie wurde 1960 als Baby Messe gegründet.

#### Photokina
Die photokina war die weltweit bedeutendste Messe für Fotografie (Messeuntertitel: world of imaging) und galt als Leitmesse der Foto- und Imaging-Branche. Auf der photokina stellten – mit relativ geringen Schwankungen – rund 1600 Anbieter aus 50 Ländern ihre Produkte und Dienstleistungen auf einer Fläche von rund 200.000 Quadratmetern aus. In den Jahren 2002 und 2004 zählte der Veranstalter rund 160.000 Messebesucher. Während der gesamten Laufzeit der Messe fanden Fachbesucher und Publikum zahlreiche Vorträge und Diskussionsrunden im Kongressprogramm. Die letzte Photokina fand 2018 statt.

### Leipziger Messe

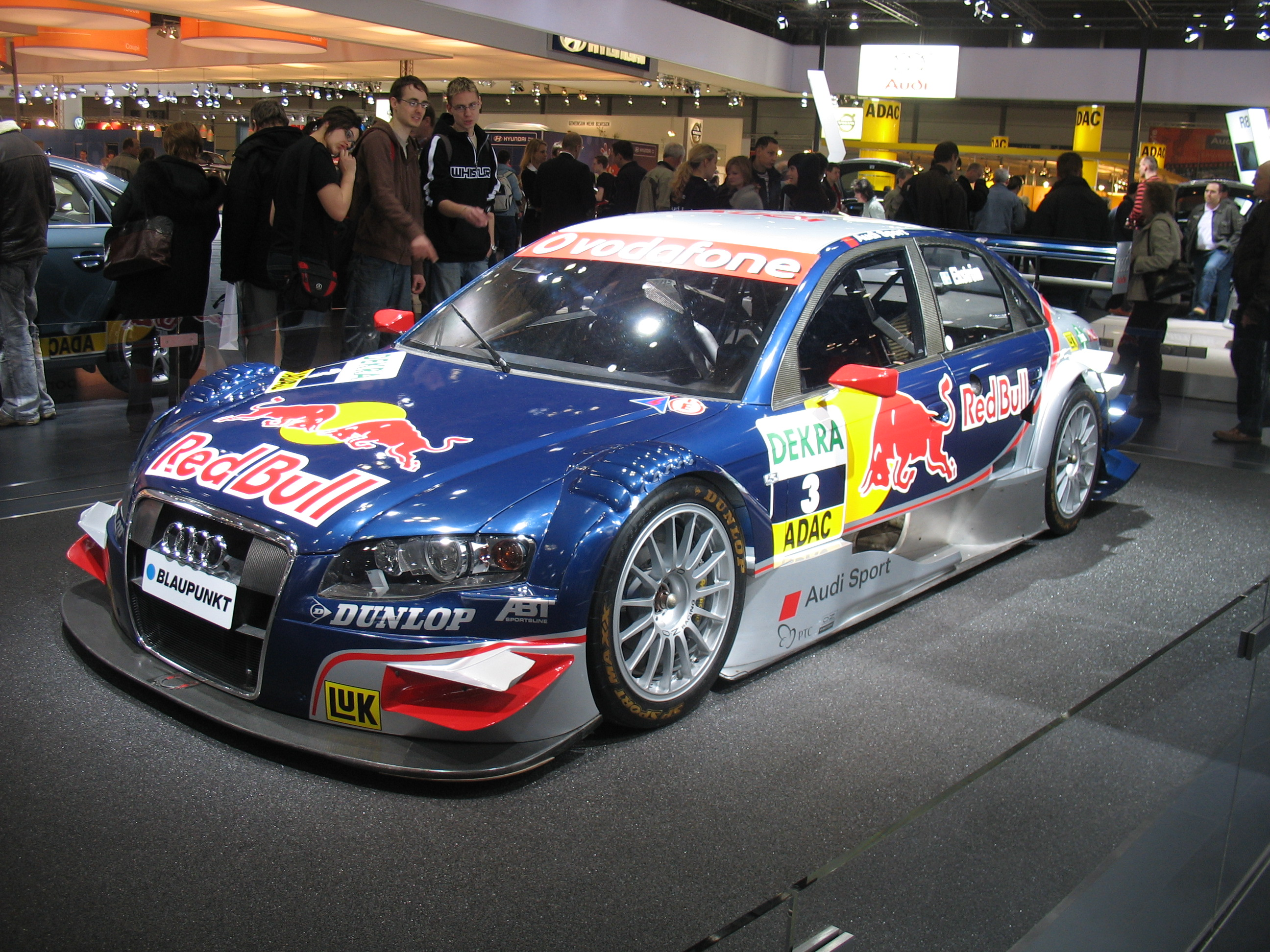
Auto Mobil International – 2008 – 3

#### Auto Mobil International
Die Auto Mobil International (AMI) ist eine von der Leipziger Messe seit 1996 veranstaltete Automobilmesse, die auch für Nicht-Fachbesucher geöffnet ist. Neben der IAA in Frankfurt/Main, die im zweijährigen Turnus stattfindet, ist es die zweitgrößte deutsche Automesse. Vorgestellt werden viele Neuheiten im Automobilbereich, darunter über 100 Welt-, Europa- und Deutschlandpremieren.
2010 öffnete die AMI vom 10. bis 18. April 2010 ihre Tore. Seit 2010 findet die zuvor jährliche Ausstellung nur noch alle zwei Jahre statt. 2012 fand die AMI vom 2. bis 10. Juni 2012 statt.
Parallel zur AMI findet die AMITEC statt, eine Fachmesse für Fahrzeugteile, Werkstatt und Service.

#### Leipziger Buchmesse – Zweitgrößte Buchmesse Deutschlands
Die Leipziger Buchmesse ist heute nach der Frankfurter Buchmesse die zweitgrößte Deutschlands und neben der Automesse Auto Mobil International sowie der universellen Mustermesse, die bis nach der Wiedervereinigung bestand, die bekannteste Messe Leipzigs. Sie findet alljährlich Mitte März auf dem Gelände der Leipziger Messe statt. Als erster großer Branchentreff des Jahres gilt sie mit der Präsentation der Neuerscheinungen des Frühjahres als wichtiger Impulsgeber für den Büchermarkt. Die Buchmesse ist in erster Linie eine „Publikumsmesse, die die Begegnung zwischen Autor und Besucher in den Vordergrund stellt“.

### Messe München

#### Analytica
Die Analytica ist mit über 1.100 Ausstellern und über 35.000 Besuchern[1] die internationale Leitmesse für Labortechnik, Analytik und Biotechnologie und findet seit 1968 im Zweijahres-Rhythmus auf dem Gelände der Messe München statt. Ausstellungsschwerpunkte sind die Bereiche Analytik und Qualitätskontrolle, Biotechnologie/Life Sciences/Diagnostik und Labortechnik. Besucher sind Entscheider und Anwender aus Chemie-, Pharma-, Lebensmittel-, Automobilindustrie und Medizin sowie aus der industriellen und öffentlichen Forschung.

#### BAU
Die BAU ist werkstoffübergreifend die weltweit größte Fachmesse für Architektur, Materialien und Systeme und findet alle zwei Jahre im Januar (jeweils in den ungeraden Jahren) in der Neuen Messe München statt. Die erste Veranstaltung war 1964. Das Angebot ist nach Baustoffen, Produkt- und Themenbereichen gegliedert und umfasst den Industrie- und Objektbau ebenso wie den Wohnungsbau und den Innenausbau. Das Zielpublikum der BAU sind international tätige Planer, Architekten und Projektentwickler sowie Bauhandwerker, Bauunternehmer, Baustoffhändler und Vertreter der Immobilienwirtschaft.

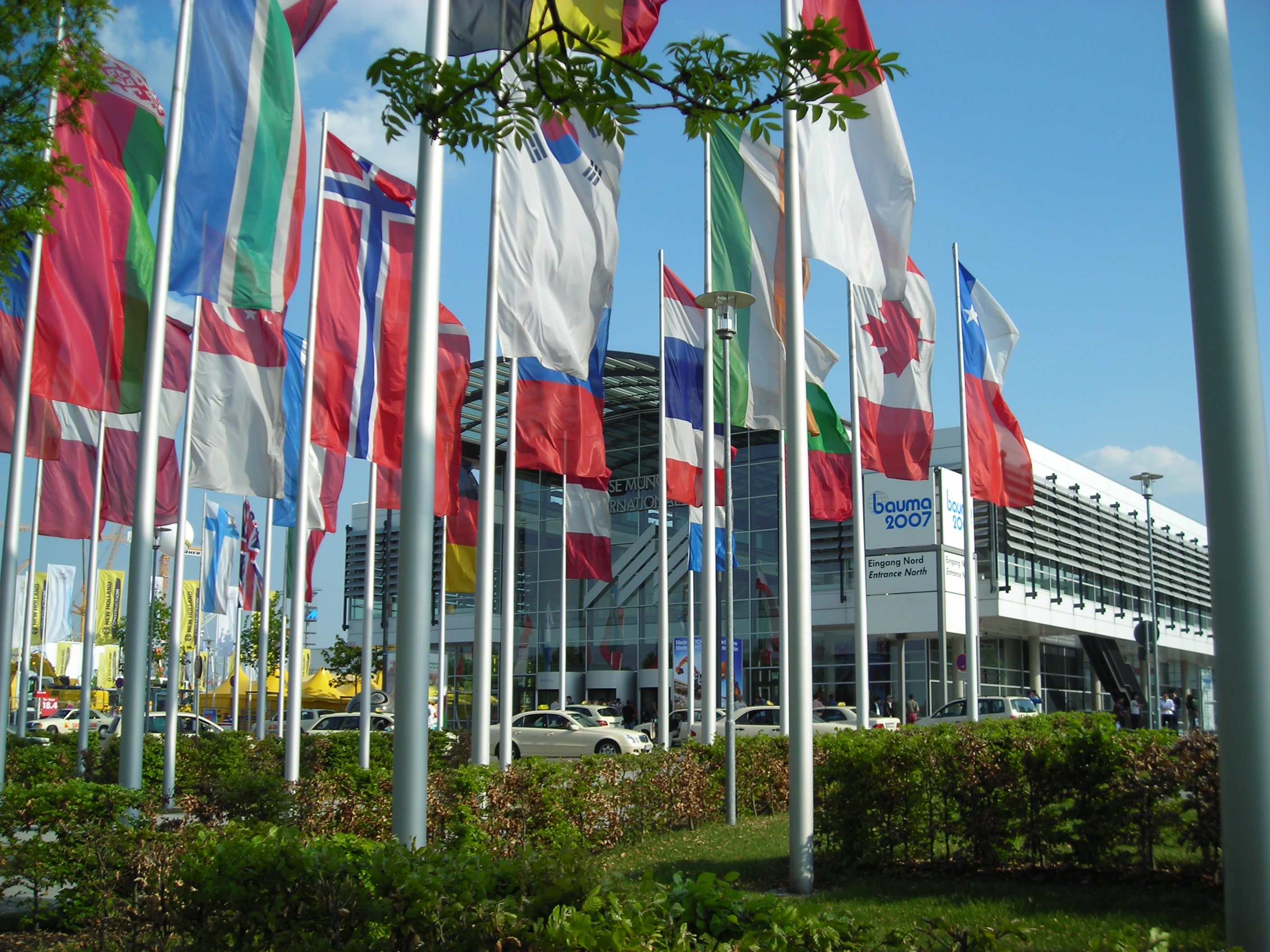
bauma 2007 (Haupteingang)

#### Bauma
Die bauma (Internationale Fachmesse für Baumaschinen, Baustoffmaschinen, Bergbaumaschinen, Baufahrzeuge und Baugeräte) ist die weltweit größte Messe der Baumaschinenbranche. Die Fachmesse, die von jedermann besucht werden kann, findet alle drei Jahre statt und dauert jeweils sieben Tage. Neben Herstellern der klassischen Baumaschinen (Bagger, Kräne, Walzen usw.) stellen auch Anbieter von Baugeräten und -werkzeugen (wie Sägen, Bohrer, Schneider), Baustelleneinrichtungen, Schalungen, Gerüste, Schalungszubehör, Baufahrzeugen sowie von Maschinen bzw. Anlagen für die Baustoff-Industrie und den Bergbau ihre Produkte aus.

#### Drinktec
Die drinktec ist weltweit die größte Fachmesse für die Getränke und Liquid-Food-Industrie. Sie findet alle vier Jahre jeweils im September statt. Die erste Veranstaltung war 1951, damals unter dem Namen „Deutsche Brauerei Ausstellung“. Später hieß die Messe Interbrau, dann drinktec-interbrau, seit 2005 nur noch drinktec. Das Ausstellungsangebot umfasst die neuesten Technologien rund um die Herstellung, Abfüllung, Verpackung und das Marketing von Getränken aller Art bis hin zu Liquid Food – Rohstoffe und logistische Lösungen inklusive. Die Themen Getränkemarketing und Verpackungsdesign runden das Portfolio ab. Das Zielpublikum sind somit Hersteller, Produzenten und Händler von Getränken (alkoholische und nicht-alkoholische) und Liquid Food (Milch und flüssige Nahrungsmittel).

#### Electronica – Fachmesse für die Elektronikindustrie
Die electronica ist eine Fachmesse der Elektronikindustrie. Aussteller präsentieren dort Komponenten, Systeme, Anwendungen und Dienstleistungen der Branche. Die Messe richtet sich an internationale Hersteller und Dienstleister in den Bereichen Entwicklung, Qualitätskontrolle, Wartung und Instandhaltung von elektronischen Baugruppen, Geräten und Maschinen. Die Besucher sind vor allem Elektronik- bzw. Softwareentwickler und -designer von Elektronikschaltungen und -produkten sowie Führungskräfte und Mitarbeiter aus Vertrieb, Einkauf und Forschung.

#### HOGA
Die HOGA ist eine Fachmesse für Hotellerie, Gastronomie und Gemeinschaftsverpflegung, die alle zwei Jahre stattfindet. Die Messe steht unter Trägerschaft des Bayerischen Hotel- und Gaststättenverbandes und wurde 1950 zum ersten Mal durchgeführt. Die HOGA hat eher regionalen Charakter. Nahezu alle bayerischen Organisationen der Branche sind mit eigenen Ständen auf der Messe vertreten. Das vornehmliche Publikum sind einerseits Unternehmer und Geschäftsführer kleiner und mittlerer Unternehmen der Gastronomiebranche, die sich hier über technische und Produktneuheiten informieren, andererseits Servicepersonal, Köche und Auszubildende, die die Möglichkeiten ihres Berufsfeldes erkunden.

#### IFAT
Die IFAT (München) ist die Weltleitmesse für Wasser-, Abwasser-, Abfall- und Rohstoffwirtschaft und findet alle zwei Jahre statt. Mit über 3.000 Ausstellern aus 59 Ländern und rund 135.000 Besuchern aus aller Welt hat sich die Fachmesse als führende Veranstaltung der Umwelttechnologiebranche etabliert. Vom 5.–9. September 1966 fand erstmals die IFAT in München statt. 1400 Abwasserfachleute aus 43 Ländern trafen sich zur „Third International Conference on Water Pollution Research“. Die Abwassertechnische Vereinigung (Vorläuferorganisation der heutigen DWA) organisierte den Kongress. ATV-Präsident Müller-Neuhaus (Hochschule München) leitete die Konferenz. Mit 151 Ausstellern aus 10 Ländern war dies die Geburtsstunde der IFAT.
Im Jahr 2010 wechselte die IFAT vom Drei-Jahres-Turnus in den Zwei-Jahres-Turnus.

#### ISPO – Internationale Fachmesse für Sportartikel und Sportmode
Die ISPO ist die weltgrößte, jährliche Messe für Sportartikel und Sportmode. Sie deckt unter anderem folgende Bereiche ab: Outdoor, Ski, Board, Running, Fitness, Sportswear, Beachwear, Teamsports, Football, Nordic, Bike, Racket, Triathlon und Kids. Die ISPO MUNICH ist Teil der ISPO-Familie, die auch die Messen ISPO BIKE (vormals Bike Expo), ISPO BEIJING sowie Dienstleistungen wie ISPO JOBS und ISPO CONNECT beinhaltet.

#### Productronica – Fachmesse für Elektronik- sowie Mikrofertigung
Die productronica ist eine Fachmesse für die Elektronikfertigung und findet seit 1975 alle zwei Jahre in München statt. Veranstaltungsort ist die Messe München im Stadtteil Riem. Die productronica wird ideell vom VDMA (Verband Deutscher Maschinen- und Anlagenbau e. V.) Fachverband Productronic getragen und ist Kernelement des Elektronik-Messenetzwerks der Messe München International. Die productronica findet in allen ungeraden Jahren, im jährlichen Wechsel mit der electronica, jeweils Mitte November statt und belegt durchschnittlich sieben Hallen.

### Nürnberg Messe
Spielwarenmesse – größte Spielwarenmesse der Welt
Die Spielwarenmesse International Toy Fair Nürnberg (Nürnberger Spielwarenmesse) ist die größte Spielwarenmesse der Welt. Sie ist nur für Fachbesucher der Spielwarenbranche, Pressevertreter und geladene Gäste zugänglich. Der jeweils amtierende bayerische Ministerpräsident, der gleichzeitig Schirmherr ist, eröffnet die sechstägige Fachmesse jährlich Anfang Februar. Rund 2.700 Aussteller aus rund 60 Ländern stellen auf der Messe ihre Neuheiten vor. Im Jahr 2014 besuchten die Messe rund 76.000 Fachhändler und Einkäufer, 56 Prozent davon aus dem Ausland. Der Veranstalter der Spielwarenmesse ist die „Spielwarenmesse eG“ mit Sitz in Nürnberg.

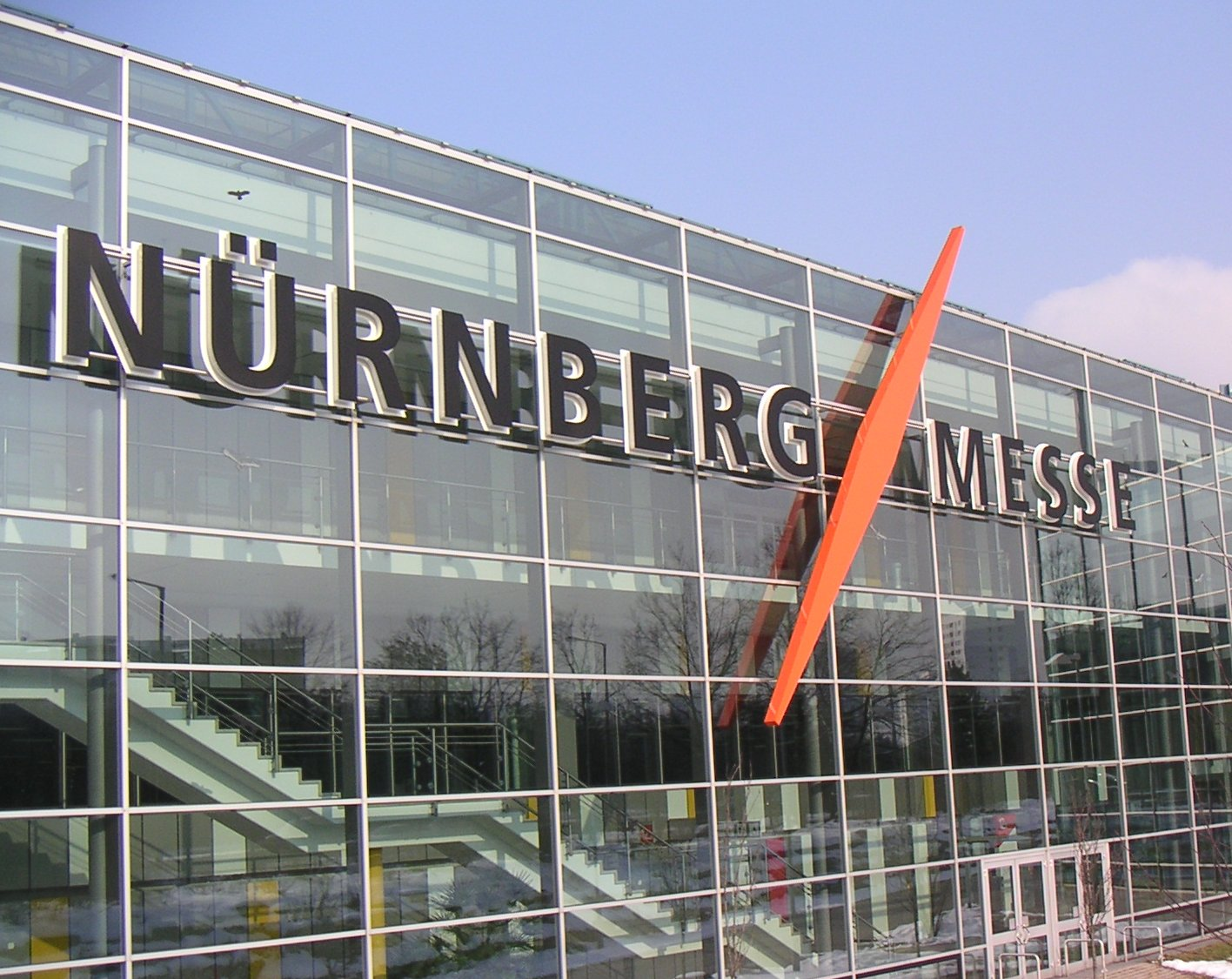
Ansicht der Fassade mit Logo

#### BioFach
Die BIOFACH ist seit über einem Jahrzehnt die weltweit größte Messe und Weltleitmesse für ökologische Konsumgüter. Sie findet jedes Jahr im Februar auf dem Messegelände der Stadt Nürnberg statt. Veranstalter der BIOFACH ist die Messe Nürnberg. Sie wird unter der Schirmherrschaft der IFOAM (Weltdachverband der ökologischen Anbauverbände) organisiert. Seit 2007 wird der Bereich Naturkosmetik in der eigenständigen Fachmesse Vivaness zusammengefasst. Die BIOFACH wurde 1990 von den Messeveranstaltern Hubert Rottner und Hagen Sunder gegründet. 2001 erwarb die Messe Nürnberg die Veranstaltungsrechte an der Fachmesse. Es sind nur Fachbesucher zugelassen.

#### Interzoo
Die Interzoo ist die weltgrößte Fachmesse für Heimtierbedarf. Die Messe wird alle zwei Jahre im Mai von der Wirtschaftsgemeinschaft Zoologischer Fachbetriebe GmbH (WZF), einer Tochter des Zentralverbandes Zoologischer Fachbetriebe im Nürnberger Messezentrum veranstaltet. Der ideelle Träger ist der Zentralverband Zoologischer Fachbetriebe e. V. (ZZF). Mit der Organisation und Durchführung der Fachmesse ist seit der 20. Interzoo im Jahr 1988 die NürnbergMesse beauftragt.